# Keuringsdienst van waarde
Keuringsdienst van waarde is een Nederlands consumententelevisieprogramma van programmaproducent Dahl TV, dat uitgezonden wordt door de KRO-NCRV, voorheen de RVU, de NTR en de KRO. Het programma geeft inzicht in de productie van voedsel en andere consumentenproducten.
De titel van het programma is een woordspeling op de naam van de voormalige keuringsinstantie Keuringsdienst van Waren, die in 2002 opging in de Nederlandse Voedsel- en Warenautoriteit.

## Opzet
Elke aflevering behandelt Keuringsdienst van waarde een ander onderwerp. Aan het begin van een aflevering bellen de medewerkers van het programma met de consumentenvoorlichtingsafdeling van bedrijven. Het programma toont een selectie van de gesprekken. Vervolgens wordt verslag gedaan van de presentatoren die zelf op onderzoek zijn uitgegaan, waarin enerzijds het industriële productieproces onderzocht wordt (bezoeken van een fabriek) en anderzijds het ambachtelijke proces toegelicht wordt (daarbij wordt gesproken met bakkers, slagers en andere deskundigen).
Enkele producten, zoals vlees en kaas, kwamen meerdere keren terug. Soms leverde de bespreking van een product zoveel materiaal op, dat er twee (al dan niet op elkaar aansluitende) afleveringen aan werden gewijd, zoals het geval was bij soja, chocola, banaan, champignons, wijn en grafstenen.

## Actie tegen cacao-slavernij
Het programma voerde actie tegen slavernij in de cacao-industrie met de actie: Steun Teun. Uiteindelijk heeft Keuringsdienst van waarde het heft in eigen handen genomen en zelf een 'slaafvrije' chocoladereep gemaakt, Tony's Chocolonely. De RVU kreeg door het Commissariaat voor de Media een boete opgelegd van 20.000 euro wegens ongeoorloofde reclame voor het nieuwe chocolademerk.

## Commotie
Het programma zorgt met enige regelmaat voor commotie. Zo was er bij de start van het programma in 2002 een conflict met de Keuringsdienst van Waren. Deze laatste heeft geprobeerd het programma dan wel de titel te laten verbieden omdat dit verwarring zou opleveren; dit is echter niet gelukt. Ook belden veel ongeruste mensen in 2009 de Nederlandse Voedsel- en Warenautoriteit naar aanleiding van de aflevering over het ijzergehalte in de cornflakes.

## Speciale edities en spin-offs

### De kinderen van de Keuringsdienst
In 2008 en 2009 verscheen er een aantal afleveringen gepresenteerd door kinderen, onder de titel De Kinderen van de Keuringsdienst. De werkwijze van deze versie was gelijk aan die van het programma Keuringsdienst van waarde.

### Keuringsdienst van Waarde: terug naar de basis
Tussen 2017 en 2019 werden er 3 seizoenen van Keuringsdienst van Waarde: terug naar de basis uitgezonden, waarin steeds werd gezocht naar de oorsprong van bekende Nederlandse producten.

## Prijzen
- 2008: Premio Ondas, een prestigieuze Spaanse televisieprijs
- 2008: derde prijs voor het beste internationale format (Cannes)
- 2009: Silver Spoon voor de aflevering Mandarijn tijdens het Food Film Festival in New York.[5]